# Спел, Пит
Пит Спел (нидерл. Piet Spel; 18 апреля 1924, Амстердам — 9 марта 2007) — нидерландский футболист, выступал на позиции защитника за команду ДВС из города Амстердам.
В составе национальной сборной Нидерландов провёл одну игру. Его дебют состоялся 14 марта 1948 года в товарищеском матче против сборной Бельгии, завершившемся с ничейным результатом 1:1. На ответный матч с бельгийцами, который состоялся 18 апреля в Роттердаме, Спел также был вызван, однако он остался в запасе.

## Статистика

### Матчи Спела за сборную Нидерландов
| Матчи Спела за сборную Нидерландов | Матчи Спела за сборную Нидерландов | Матчи Спела за сборную Нидерландов | Матчи Спела за сборную Нидерландов | Матчи Спела за сборную Нидерландов | Матчи Спела за сборную Нидерландов |
| ---------------------------------- | ---------------------------------- | ---------------------------------- | ---------------------------------- | ---------------------------------- | ---------------------------------- |
| №                                  | Дата                               | Соперник                           | Счёт                               | Голы Спела                         | Соревнование                       |
| 1                                  | 14 марта 1948                      | Бельгия                            | 1:1                                | —                                  | Товарищеский матч                  |

Итого: 1 матч / 0 голов; 0 побед, 1 ничья, 0 поражений.